# Omphalina favrei
Omphalina favrei är en lavart som beskrevs av Watling 1977. Omphalina favrei ingår i släktet Omphalina och familjen Tricholomataceae.   Inga underarter finns listade i Catalogue of Life.